# Игошин, Константин Николаевич
Константин Николаевич Игошин (латыш. Konstantīns Igošins; 22 сентября 1971, Горький) — советский, латвийский и российский футболист, вратарь, тренер. Выступал за сборную Латвии.

## Биография

### Игровая карьера
Родился и начинал играть в родном Горьком. В подростковом возрасте переехал в московскую школу ЭШВСМ. По окончании зачислен в московский «Локомотив», в котором, однако, в чемпионате страны так и не сыграл.
В 1990 году дебютировал во 2-й лиге в клубе «Даугава». По итогам года команда перешла в 1-ю лигу, но Игошин остался во 2-й — перешёл в клуб РАФ. В новом клубе провел 3 сезона, играл в независимом чемпионате Латвии по футболу.
Обладатель Кубка Латвии по футболу (в сезоне 1992/1993 в составе РАФ). Был заигран за сборную Латвии по футболу.
В 1995 вернулся в Россию, играл за «Шинник», «Иртыш» (Омск), «Металлург» (Красноярск).
В 2000-х годах играл в составе «Нефтехимика», «Металлурга-Кузбасса», «Амура», «Лады», «Чкаловца». Карьеру завершил в любительском клубе «Мостовик-Локомотив». В 2009 году был в заявке красноярского «Металлурга».

### Тренерская карьера
С 2010 года по 2016 год являлся тренером вратарей клуба «Енисей».
С 2016 года работает детским тренером в спортивной школе «Рассвет».

## Семья
Женат, есть сын и пятеро внуков. Живёт в Красноярске.